# Купаться запрещено (картина)
«Купаться запрещено» (англ. No swimming) — иллюстрация американского художника Нормана Роквелла, появившаяся 4 июня 1921 года на обложке журнала The Saturday Evening Post. Это 39-я по счёту из 322 обложек этого журнала, опубликованных художником с 1916 по 1963 год.
Техника исполнения оригинальной картины — масляная живопись на холсте, размеры оригинала — 64 на 56,5 сантиметра (без рамы). Находится в собрании Музея Нормана Роквелла. Репродукция приводится в большинстве альбомов и каталогов художника.

## Ранний период работы Роквелла в The Saturday Evening Post
Ко времени создания картины «Купаться запрещено» Норман Роквелл работал в журнале The Saturday Evening Post уже восемь лет, сотрудничал и с другими журналами, и был популярным и востребованным иллюстратором. Но сама техника журнальной иллюстрации была в то время на самом раннем этапе развития. Лишь пять лет спустя, в 1926 году, журнал перешёл на технику печати иллюстраций в четыре цвета, а до этого в палитре иллюстратора было всего два цвета — чёрный и красный. 
В своих воспоминаниях художник писал, что иллюстрации для еженедельника в это время были сравнительно простыми с технической точки зрения: силуэты изображались на белом фоне, что не требовало работы ни над фоном, ни над сочетанием фона и фигур. Упрощая создание иллюстраций, белый фон в то же время ещё сильнее ограничивал технические возможности. Даже чёрная рамка, ставшая в это время постоянным элементом иллюстраций Роквелла, максимально использовалась им для большей выразительности, в том числе и в картине «Купаться запрещено».

## Описание картины
Картина изображает озорных детей, застигнутых во время купания в запрещённом месте. Чёрная рамка картины обрезает две фигуры из трёх, а третья, наоборот, прорывает рамку вверх, усиливая впечатление поспешного и стремительного бегства от грозящих детям неприятностей. Мальчики, полотенца, одежда и собака, все летят влево. Подразумевается, что преследователь находится совсем близко — за правым краем картины. Обычно люди не замечают такие сценки, но художник беспристрастно запечатлевал явления повседневной жизни.
Моделью для центральной фигуры мальчика выступал Франклин Лишке, который в то время работал у Роквелла на постоянной основе, причём не только в качестве натурщика, но и помощником по реквизиту и телефонным секретарём. В обязанности последнего входило ограждать художника от нежелательных телефонных звонков, в первую очередь от редакторов с указаниями на пропущенные сроки предоставления иллюстраций. После публикации в журнале Франклин стал символом и олицетворением американского мальчика: худого, веснушчатого, постоянно попадающего в комические ситуации, с полуоткрытым, как для произнесения звука «о» ртом, как бы мысленно произносящим «О, нет!». 
С 1921 по 1928 год Лишке позировал не менее чем для 16 (!) журнальных обложек и иллюстраций, в том числе:
- обложки журнала The Saturday Evening Post: 
  - «Купаться запрещено» (4 июня 1921 года),
  - «Чемпион» (29 апреля 1921 года),
  - «Чихнувший шпион» (1 октября 1921 года),
  - «Взаперти» (10 июня 1922 года),
  - «Соперники» (9 сентября 1922 года),
  - «Серенада при свете луны» (30 августа 1924 года),
  - «Сам себе фотограф» (18 апреля 1925 года),
  - «Нуждается в сочувствии» (2 октября 1926 года),
  - «Шагающая пара» (5 мая 1928 года);
- обложка журнала Life
  - «Жизненный путь пилигрима» от 17 ноября 1921 года[12].

Впоследствии Франклин стал успешным художником. Даже 60 лет спустя он помнил как было трудно в течение 20 минут (столько длились зарисовка) совершенно неподвижно удерживать позу бегущего мальчика. Моделью для изображения мальчика в правой части картины послужил Николас Ягер (англ. Nicolas Yager).

## Критика
Критики отмечали технические недостатки картины, в первую очередь анатомические ошибки в непропорциональном изображении ног двоих других мальчиков. Это не помешало иллюстрации завоевать успех у зрителей, оценивших динамику, переданную автором.
Картину иногда приводят в качестве иллюстрации к идеализации американской жизни Норманом Роквеллом на своих полотнах. Безобидные озорники, нарушившие запрет на купание, являются наиболее «преступными» из персонажей его картин. По-настоящему плохих детей в мире, изображённом на тысячах картин художника, нет, все дети хорошие и заслуживают подарка на Рождество — но не на всех у Санта-Клауса хватает средств.